# شقار صغير الأزهار
الشقّار الصغير الأزهار نوع نباتي ينتمي إلى جنس الشقّار من الفصيلة الحوذانية.

## البيئة والانتشار
موطنه مناطق الغابات في وسط وغرب أمريكا الشمالية.

## الوصف النباتي
نبات عشبي معمر ينتشر بالجذامير. الزهرة بيضاء ذات أعضاء جنسية صفراء. الثمرة فقيرة. يحتوي كأغلب أنواع الشقار على مواد مهيجة.